# Associação Recreativa Planaltina Atlético Clube
Associação Recreativa Planaltina Atlético Clube, mais conhecida como apenas Planaltina Atlético Clube ou Planaltina AC, é uma agremiação esportiva brasileira, sediada em Planaltina, no Distrito Federal.

## História
O clube disputou duas vezes o Campeonato Brasiliense da Segunda Divisão. Sendo a última em 2012.

## Estatísticas

### Participações
| Competição                | Competição                             | Temporadas | Melhor campanha    | Estreia | Última | P | R |
| Distrito Federal (Brasil) | Campeonato Brasiliense Segunda Divisão | 2          | 7º Colocado (2012) | 2011    | 2012   | – | – |